# تعمارت (بني عكي)
تعمارت هو دُوَّار يقع بجماعة إجرماواس، إقليم الدريوش، جهة الشرق في المملكة المغربية. ينتمي الدوّار لمشيخة بني عكي التي تضم 16 دوار. يقدر عدد سكانه بـ 279 نسمة حسب الإحصاء الرسمي للسكان والسكنى لسنة 2004.

## روابط خارجية
- البوابة الوطنية للجماعات الترابية نسخة محفوظة 12 مارس 2018 على موقع واي باك مشين.
- المندوبية السامية للتخطيط